# Marenyà
Marenyà és una entitat de població del municipi baixempordanès de la Tallada d'Empordà. El 2005 tenia 31 habitants.
Al lloc de Marenyà, s'hi han localitzat restes d'època romana.
Al punt més alt del poble s'hi troba l'església de Sant Esteve de Marenyà, romànica del segle xi.
Marenyà era un ens local independent el 1800 (batllia de Verges), però el 1846 va ser incorporat al municipi de La Tallada d'Empordà juntament amb Canet de la Tallada i Tor.